# Ephydrella assimilis
Ephydrella assimilis är en tvåvingeart som först beskrevs av Tonnoir och Malloch 1926.  Ephydrella assimilis ingår i släktet Ephydrella och familjen vattenflugor. Inga underarter finns listade i Catalogue of Life.